# Denilson Gabionetta
Denilson Martinho Gabionetta (Campinas, 5 ottobre 1985) è un calciatore brasiliano con passaporto italiano, centrocampista o attaccante dello Scalea.

## Carriera

### Inizi all'Hortolândia, serie di prestiti e Crotone
Proveniente dalla squadra brasiliana dell'Hortolândia, viene mandato in prestito a Varese, Pisa, Albinoleffe e Crotone. Segna la sua prima rete con i calabresi il 26 settembre 2009, nell'1-1 a Bergamo contro l'Albinoleffe, sua ex squadra. Il 12 dicembre dello stesso anno, segna una rete nella vittoria per 4-2 all'Ezio Scida contro il Gallipoli. Il 6 febbraio 2010 realizza una rete e si procura un rigore nella partita casalinga contro l'Empoli terminata 2-1.
Il 27 febbraio successivo, segna la rete del definitivo 0-4 allo Zecchini, contro il Grosseto.

### Torino e ritorno a Crotone
Il 22 gennaio 2011 viene ufficializzato il suo passaggio al Torino con la formula del prestito con diritto di riscatto. A fine stagione, con solo 9 presenze e 0 gol, la società decide di non avvalersi del riscatto e il giocatore torna di proprietà del club brasiliano. Il 31 agosto viene ufficializzato il suo ritorno in prestito al Crotone, che culminerà con il riscatto a titolo definitivo nel maggio 2010.
In Calabria passa 3 anni, tutti in Serie B, dove colleziona 18 gol in 63 presenze diventando un punto di forza della squadra.

### Parma e Cluj
Nel luglio del 2013 il giocatore è prelevato dal Parma che nel mercato di gennaio lo cede in prestito ai rumeni del Cluj. Segna il suo primo e unico gol in 15 presenze nel campionato romeno il 10 ottobre 2013 contro l'Otelul Galati. A fine stagione il Cluj non esercita il riscatto e il giocatore ritorna al Parma.

### Salernitana
Il 18 luglio 2014 viene acquistato dalla Salernitana con la formula del prestito con diritto di riscatto. Va a segno alla prima giornata di campionato trasformando un calcio di rigore.
A fine stagione con 6 gol in 28 presenze conquista la promozione nella stagione di Serie B 2015-2016 con la Salernitana.
Ritorna a fine prestito al Parma ma diviene svincolato per via del fallimento del club. Viene così re-ingaggiato dal club granata. All'esordio con la Salernitana nella Serie B 2015-2016 segna due goal nel derby campano contro l'Avellino. Il 13 febbraio 2016 è espulso dopo soli quattro minuti dal suo ingresso in campo (seconda espulsione consecutiva).

### Hangzhou Greentown
Il 26 febbraio 2016 viene acquistato dal Hangzhou Greentown società della massima serie cinese, dove al termine della sua esperienza in Cina colleziona in tutto 53 presenze segnando 10 reti.

### AEL Limassol
Nel gennaio 2018 fa ritorno in Europa, firmando un contratto biennale con i ciprioti dell'AEL Limassol.

### Meizhou Meixian Techand e Caldense
Nell'estate 2018 fa nuovamente ritorno in Cina, firmando per il Meizhou Meixian Techand, club della seconda divisione cinese. Il 18 aprile 2019 approda in Brasile nel Campeonato Brasileiro Série D, militando per tre mesi nella Caldense.

### Ritorno in Italia al Padova
Il 16 luglio del 2019 fa ritorno dopo oltre tre anni in Italia, firmando per una stagione con il Padova in Serie C.

### Eccellenza
Dopo essere inizialmente stato annunciato nell'estate 2024 quale nuovo acquisto del Pont Donnaz Hône Arnad Evançon, il 7 Settembre 2024 è ufficiale il suo arrivo nella Genova Calcio, club che milita nel campionato di Eccellenza ligure.

## Statistiche

### Presenze e reti nei club
Statistiche aggiornate al 16 dicembre 2019.
| Stagione                   | Squadra                    | Campionato                 | Campionato | Campionato | Coppe nazionali | Coppe nazionali | Coppe nazionali | Coppe continentali | Coppe continentali | Coppe continentali | Altre coppe | Altre coppe | Altre coppe | Totale | Totale |
| Stagione                   | Squadra                    | Comp                       | Pres       | Reti       | Comp            | Pres            | Reti            | Comp               | Pres               | Reti               | Comp        | Pres        | Reti        | Pres   | Reti   |
| -------------------------- | -------------------------- | -------------------------- | ---------- | ---------- | --------------- | --------------- | --------------- | ------------------ | ------------------ | ------------------ | ----------- | ----------- | ----------- | ------ | ------ |
| 2007-gen. 2008             | Varese                     | C2                         | 12         | 1          | CI-C            | 1               | 0               | -                  | -                  | -                  | -           | -           | -           | 13     | 1      |
| gen.-giu. 2008             | Pisa                       | B                          | 16+2       | 0          | -               | -               | -               | -                  | -                  | -                  | -           | -           | -           | 18     | 0      |
| 2008-2009                  | AlbinoLeffe                | B                          | 27         | 2          | CI              | 1               | 0               | -                  | -                  | -                  | -           | -           | -           | 28     | 2      |
| 2009-2010                  | Crotone                    | B                          | 31         | 9          | CI              | 1               | 0               | -                  | -                  | -                  | -           | -           | -           | 32     | 9      |
| 2010-2011                  | Torino                     | B                          | 9          | 0          | CI              | 0               | 0               | -                  | -                  | -                  | -           | -           | -           | 9      | 0      |
| 2011-2012                  | Crotone                    | B                          | 26         | 6          | CI              | 1               | 0               | -                  | -                  | -                  | -           | -           | -           | 27     | 6      |
| 2012-2013                  | Crotone                    | B                          | 37         | 12         | CI              | 2               | 0               | -                  | -                  | -                  | -           | -           | -           | 39     | 12     |
| Totale Crotone             | Totale Crotone             | Totale Crotone             | 94         | 27         |                 | 4               | 0               |                    | -                  | -                  |             | -           | -           | 98     | 27     |
| 2013-2014                  | CFR Cluj                   | Liga I                     | 15         | 1          | CR              | 1               | 0               | -                  | -                  | -                  | -           | -           | -           | 16     | 1      |
| 2014-2015                  | Salernitana                | LP                         | 28         | 6          | CI+CI-LP        | 1+1             | 0               | -                  | -                  | -                  | SLP         | 2           | 2           | 32     | 8      |
| 2015-feb. 2016             | Salernitana                | B                          | 24         | 5          | CI              | 3               | 0               | -                  | -                  | -                  | -           | -           | -           | 27     | 5      |
| Totale Salernitana         | Totale Salernitana         | Totale Salernitana         | 52         | 11         |                 | 5               | 0               |                    | -                  | -                  |             | 2           | 2           | 59     | 13     |
| feb.-ott. 2016             | Hangzhou Greentown         | CSL                        | 29         | 5          | CdC             | 1               | 0               | -                  | -                  | -                  | -           | -           | -           | 30     | 5      |
| 2017                       | Hangzhou Greentown         | CLO                        | 24         | 5          | CdC             | 0               | 0               | -                  | -                  | -                  | -           | -           | -           | 24     | 5      |
| Totale Hanghzhou Greentown | Totale Hanghzhou Greentown | Totale Hanghzhou Greentown | 53         | 10         |                 | 1               | 0               |                    | -                  | -                  |             | -           | -           | 54     | 10     |
| gen.-giu. 2018             | AEL Limassol               | AK                         | 4+8        | 1+2        | -               | -               | -               | -                  | -                  | -                  | -           | -           | -           | 12     | 3      |
| 2018-apr. 2019             | Meizhou Meixian Techand    | CLO                        | 9          | 1          | -               | -               | -               | -                  | -                  | -                  | -           | -           | -           | 9      | 1      |
| apr.-lug. 2019             | Caldense                   | D                          | 6          | 1          | CB              | 0               | 0               | -                  | -                  | -                  | -           | -           | -           | 6      | 1      |
| 2019-2020                  | Padova                     | C                          | 5          | 0          | CI+CI-C         | 0+1             | 0               | -                  | -                  | -                  | -           | -           | -           | 6      | 0      |
| Totale carriera            | Totale carriera            | Totale carriera            | 312        | 57         |                 | 14              | 0               |                    | -                  | -                  |             | 2           | 2           | 328    | 59     |

## Palmarès

### Club

#### Competizioni nazionali
- Campionato italiano Lega Pro: 1

Salernitana: 2014-2015

#### Competizioni regionali
- Coppa Italia Dilettanti Liguria: 1

Genova Calcio: 2024-2025